# Macaranga pierreana
Macaranga pierreana är en törelväxtart som beskrevs av David Prain. Macaranga pierreana ingår i släktet Macaranga och familjen törelväxter. Inga underarter finns listade i Catalogue of Life.